# Правила AGA
Правила AGA — правила игры го, разработанные в Американской ассоциации го и применяемые на турнирах, проводимых этой ассоциацией. Существуют с 1966 года, последние изменения внесены в 2004 году.

## Особенности правил
Правила AGA разработаны для обеспечения большей формализации порядка игры на турнирах. Из старых традиционных систем правил го они ближе всего к китайским правилам, но обладают рядом особенностей.
- Коми 7,5 очков. В форовой партии коми равно 0,5 очка.
- Ситуационное суперко. Правило ко запрещает повторение позиции на доске при той же очереди хода (повторение при разной очереди хода разрешено).
- Топологическое определение территории. Территорией игрока считаются все пустые пункты доски, которые со всех сторон окружены живыми камнями его цвета. Пункты, окружённые живыми камнями двух цветов, считаются нейтральными и не приносят очков ни одному из игроков.
- Для завершения игры может потребоваться до четырёх пасов. Когда игроки пасуют подряд, игра останавливается. Если игроки согласны с тем, какие из оставшихся на доске камней и групп следует считать мёртвыми, эти камни и группы снимаются с доски и начинается подсчёт очков. Если соглашение не достигается, игра продолжается с той же позиции до снятия всех спорных групп. Если игроки не договорятся о статусе групп, но будет сделано подряд четыре паса (то есть игроки дважды подряд последовательно пасуют), игра заканчивается и все оставшиеся на доске камни считаются живыми.
- Плата за пас. Игрок, который вместо своего очередного хода на доску пасует, должен отдать противнику один свой камень. Этот камень противник присоединяет к своим выигранным камням и учитывает при подсчёте очков, если применяется подсчёт по территории и пленным камням (см. ниже).
- Белые всегда делают последний ход. В случае, если по завершении игры последним пасовали чёрные, белые должны сделать ещё один ход (в случае паса они, как и при обычном пасе, отдают чёрным один свой камень). Таким образом, обоими игроками всегда оказывается сделано одинаковое число ходов.
- Предусмотрено два способа подсчёта очков. По соглашению игроков может применяться либо японский способ подсчёта очков (по территории и пленным камням), либо китайский (по территории и собственным живым камням). Если игроки не договорились, применяется японский способ.

Два наиболее необычных элемента правил AGA — плата за пас и требование последнего хода белых, — предназначены для того, чтобы гарантировать идентичность результата при подсчёте по разным правилам и дать возможность безопасного доигрывания позиции. При выборе китайского способа подсчёта платные пасы и дополнительный ход (обычно это пас) белых не оказывают никакого влияния на результат партии (поскольку эти правила влияют лишь на количество захваченных камней, а очки считаются по позиции на доске, без учёта пленников). Японский способ подсчёта даёт другие результаты, если игроки ходят в свою территорию (например, для снятия спорных групп при доигрывании) и заполняют нейтральные пункты с последним ходом чёрных (в этом случае чёрные получают по китайским правилам на одно очко больше, чем по японским). Камни, отданные игроками за пасы, компенсируют эту разницу, таким образом, гарантируя и по японским правилам ту же разность очков, хотя абсолютное число очков, набранных игроками, при разных способах подсчёта может отличаться.

## Достоинства и недостатки правил AGA
В целом к достоинствам правил AGA следует отнести их формальную точность, простоту и полную определённость. В отличие от традиционных японских правил, в которых наиболее сложные элементы может понять только опытный игрок (например, для правильного подсчёта территории необходимо понимать, что такое «глаз», «ложный глаз», «сэки»), все понятия и принципы имеют чёткое определение, не требующее для понимания владения тактикой и стратегией игры. В особенности нужно отметить:
- топологическое определение территории, делающее подсчёт очков простым и однозначным;
- правило суперко, которое формально определяет допустимые и недопустимые ходы в любой позиции;
- определение статуса спорных групп доигрыванием, делающее ненужными специальные правила о том, какие группы следует считать живыми, а какие — мёртвыми;
- благодаря плате за пас доигрывание в своей территории не уменьшает очки игрока, даже если они считаются по японским правилам: если все нейтральные пункты заняты и игрок делает ходы в собственной территории, чтобы снять спорную группу противника, то противник вынужден в ответ либо ходить в свою территорию, сохраняя тем самым разность очков неизменной, либо пасовать, отдавая при каждом пасе камень и, таким образом, также сохраняя разность очков.

В качестве недостатка правил AGA можно назвать:
- некоторую искусственность правил последнего паса белых и платы за пас, представляющих собой, по сути, своеобразный трюк, гарантирующий равенство результата партии, подсчитанного разными способами;
- кроме того, правила AGA имеют тот же недостаток, что все правила, основанные на китайском способе подсчёта результата: они требуют заполнения нейтральных пунктов в игровое время, что может вызывать проблемы при цейтноте (если один игрок заполняет нейтральные пункты, а другой пасует, не успевая делать ходы из-за малого остатка времени, то первый получит перевес в очках); в данной системе правил проблема усугубляется тем, что игрок должен не только сказать «пас», но ещё и отдать камень противнику, на что тоже расходуется время.